# Dieta de Tolosa (798)
La Dieta de Tolosa del 798 fou la segona dieta o assemblea general del regne d'Aquitània celebrada a Tolosa el 798 quan Lluís el Pietós tornà del Regne de Germània segurament després de passar per la frontera oriental amb l'emirat de Còrdova. En aquesta dieta Lluís rebé en audiència els ambaixadors d'Alfons II d'Astúries que li enviava valuosos regals i el convidava a continuar en l'amistat entre els dos regnes. Lluís els rebé amb distinció i escoltà la proposta favorablement com també la presentada pel valí Bahlul Ibn Marzuq que governava a la zona fronterera, suposadament a Waixqa (Osca), que també li envià regals i li demanà la pau.

## Antecedents
L'Emirat de Qúrtuba estava en ple conflicte ja que Al-Hàkam I estava lluitant contra les pretensions dels seus oncles Sulaymán i Abd-Al·lah ibn Abd-ar-Rahman, que es rebel·laren a la mort d'Hixam I.
La convulsió a l'emirat fou aprofitada pels francs i els països fronterers de l'al-Tagr al-Ala, l'Imperi Carolingi, el Regne d'Astúries i el valiat de Waixqa, ja a l'Ath-Thaghr al-Aqsà, molt lluny del centre de poder de l'Emirat de Qúrtuba. El 798 Guillem de Tolosa convocà la Dieta de Tolosa de 798 a la qual assistiren ambaixadors d'Alfons II d'Astúries i Bahlul Ibn Marzuq. En aquesta Dieta Lluís el Pietós els rebé en audiència.

## Conseqüències
La Revolta de Pamplona (799) de ben segur que també fou tema d'aquesta Dieta de Tolosa. La bona entesa entre els Banu Qassi o la dinastia Ènnega, així com l'obediència dispensada pels Banu Qassi a l'emir de Qúrtuba, havia permès als musulmans conservar el control de Pamplona i d'aquesta via de important comunicació. Mutàrrif ibn Mussa ibn Fortun, un fill de Mussa I el Gran, governava Pamplona l'any 798. Segons indica Ibn Hayyan, els bascs enemics de la dinastia Ènnega se sublebaren amb l'ajuda dels francs de la Gascunya i mataren a Mutàrrif.
Els pamplonesos considedaren Balaixk al-Jalaixqí (Velasc el Gascó) com a líder o cabdill de la ciutat. Aquesta revolta fou aprofitada pel Regne d'Astúries per atacar Lisboa.
Lacarra pensa que, al prendre disposicions per al reforç de la línia dels Pirineus, formularen també el pla per apoderar-se de Barxiluna, Waixqa i Turtuixa, aprofitant els contactes amb els rebels muladís. També és cert que, Lluís el Pietós l'any següent emprengué una expedició en la que feu el Setge de Làrida (800) on aconseguí un considerable botí i contra Waixqa amb resultat negatiu. Immediatament després començaren les converses per al lliurament de Barxiluna.
La reacció cordovesa a aquest infortuni esdevingué dos anys més tard quan Muawiya ibn al-Hàkam, fill de l'emir Al-Hàkam I, menà una expedició contra Àlava i Castella, que d'acord amb les fonts musulmanes, acabà desfavorablement (Batalla de Conchas de Arganzón). Es pot considerar Pamplona perduda per l'Emirat de Qúrtuba a partir d'aquesta data, objecte de lluites entre les diferents faccions. Pamplona qeudà sota l'òrbita franca.
El mateix any 801 culminaven les negociacions entre Lluís el Pietós i el valí de Barxiluna, Sadun ar-Ruayní, que estava molt compromès amb la recent rebel·lia de Abd-Al·lah ibn Abd-ar-Rahman al-Balansí, oncle de l'emir i germà d'Abd-ar-Rahman I. A l'últim moment el valí s'espantà de les promeses que hagués fet i es nega a lliurar la ciutat. Però la repoblació del alt Segre, amb Cardona, la consolidació d'Urgell i Empordà, i l'avenç per la plana de Vic, ja feien imprescindible la possessió de Barcelona. Lluís decidí la conquesta militar, feta per un exercit de gots i hispani i (gots exiliats). La Conquesta de Barxiluna acabà el 3 d'abril del 801 després de la fugida del valí Sadun al-Ruayni i l'apresament del nou valí provisional, Harun d'ètnia goda.